# Betnavski gozd
Betnavski gozd leži severno od Betnavskega gradu (dvorca), ki predstavlja priljubljeno rekreacijsko območje prebivalcev iz bljižnih stanovanjskih sosesk. Mnogi Mariborčani, ki so v poletnih mesecih željni osvežitve, se radi odpravijo na sprehod v bližnji Betnavski gozd, ki leži južno od mesta blizu Nove vasi. Gozd je dobil ime po graščini, ki je na njegovem obzorju. Prvi lastniki dvorca so bili grofje Betnavski (von Winden), po katerih je grad tudi dobil ime.Leta 1877 so po njem poimenovali tudi cesto, ki od gradu vodi do mesta. Leta 1587 so po augsburškem dogovoru o svobodi veroizpovedi na Betnavi zgradili protestantsko cerkev s pokopališčem. Oboje je leta1600 uničila protireformacijska komisija. V 18. In 19. stoletju je grad izgubil obrambno vlogo in poznejši lastniki so ga preuredili v dvorec, prijeten za bivanje.